# Таджикистан на зимових Паралімпійських іграх 2018
Таджикистан на зимових Паралімпійських іграх 2018 у Пхьончхані, Південна Корея буде представлений 2 спортсменами, обоє лижники. Разом з Грузією та КНДР команда Таджикистану вперше бере участь у зимовій Паралімпіаді. До Паралімпійських ігор спортсмени тренувались у Німеччині та Китаї.